# 千葉市立作新小学校
千葉市立作新小学校（ちばしりつ さくしんしょうがっこう）は、千葉県千葉市花見川区作新台七丁目にある公立小学校。

## 歴史
1976年に千葉市花見川区第一・第二・第三・第四・長作小の5校より分離独立し、4年生を頭に新設開校した。2016年には創立40周年を迎えている。

## 教育活動
- 一年生交通安全教室
- 授業参観
- 国際交流
- ふれあいトーク
- 租税教室
- サッカー教室
- 全校遠足
- 運動会
- 校内音楽会
- 後外学習
- 体験宿泊学習
- 書初め